# Marcel Kalz
Marcel Kalz (né le 9 mars 1987 à Berlin) est un coureur cycliste allemand, spécialiste du cyclisme sur piste.

## Biographie
Marcel Kalz est un spécialiste des épreuves d'endurance sur piste. En 2005, il devient champion d'Allemagne de la course aux points juniors (17/18 ans). L'année suivante, toujours chez les juniors, il remporte le championnat d'Allemagne de course à l'américaine avec Norman Dimde. Toujours en 2005, le duo Dimde-Kalz termine deuxième du championnat du monde de l'américaine juniors à Vienne. En 2007, il s'adjuge avec Erik Mohs le championnat d'Europe de l'américaine espoirs à Alkmaar. 
À quatre reprises, en 2007, 2008, 2011 et 2012, il enlève le titre de champion d'Allemagne de l'américaine avec Robert Bengsch. Le duo termine deuxième de l'américaine lors de la manche de la coupe du monde 2009-2010 organisée à Melbourne. En 2013, associé à Franco Marvulli, il s'adjuge les Six jours de Brême puis en 2014 les Six jours de Copenhague avec Robert Bartko. Dans la foulée, il devient pour la cinquième fois champion d'Allemagne de l'américaine, cette fois avec Leif Lampater. 
En 2015, il remporte pour la première fois les Six jours de Berlin (avec Leif Lampater).
Il participe occasionnellement à quelques épreuves sur route. En mars 2010, Marcel Kalz remporte la course Berlin-Bad Freienwald-Berlin. En 2011, il s'adjuge la première étape du Bałtyk-Karkonosze Tour.

## Palmarès sur piste

### Championnats du monde
- Pruszków 2009
  - 12e du scratch

### Championnats du monde juniors
- 2005
  -  Médaillé d'argent de l'américaine juniors
  - 11e de la course aux points juniors

### Coupe du monde
- 2009-2010
  - 2e de l'américaine à Melbourne

### Championnats d'Europe
- Ballerup 2006
  -  Médaillé de bronze de l'américaine espoirs
- Cottbus 2007
  -  Champion d'Europe de l'américaine espoirs (avec Erik Mohs)

### Six jours
- Brême : 2013 (avec Franco Marvulli), 2015 (avec Alex Rasmussen) et 2017 (avec Iljo Keisse)
- Copenhague : 2014 (avec Robert Bartko)
- Berlin : 2015 (avec Leif Lampater)

### Championnats d'Allemagne

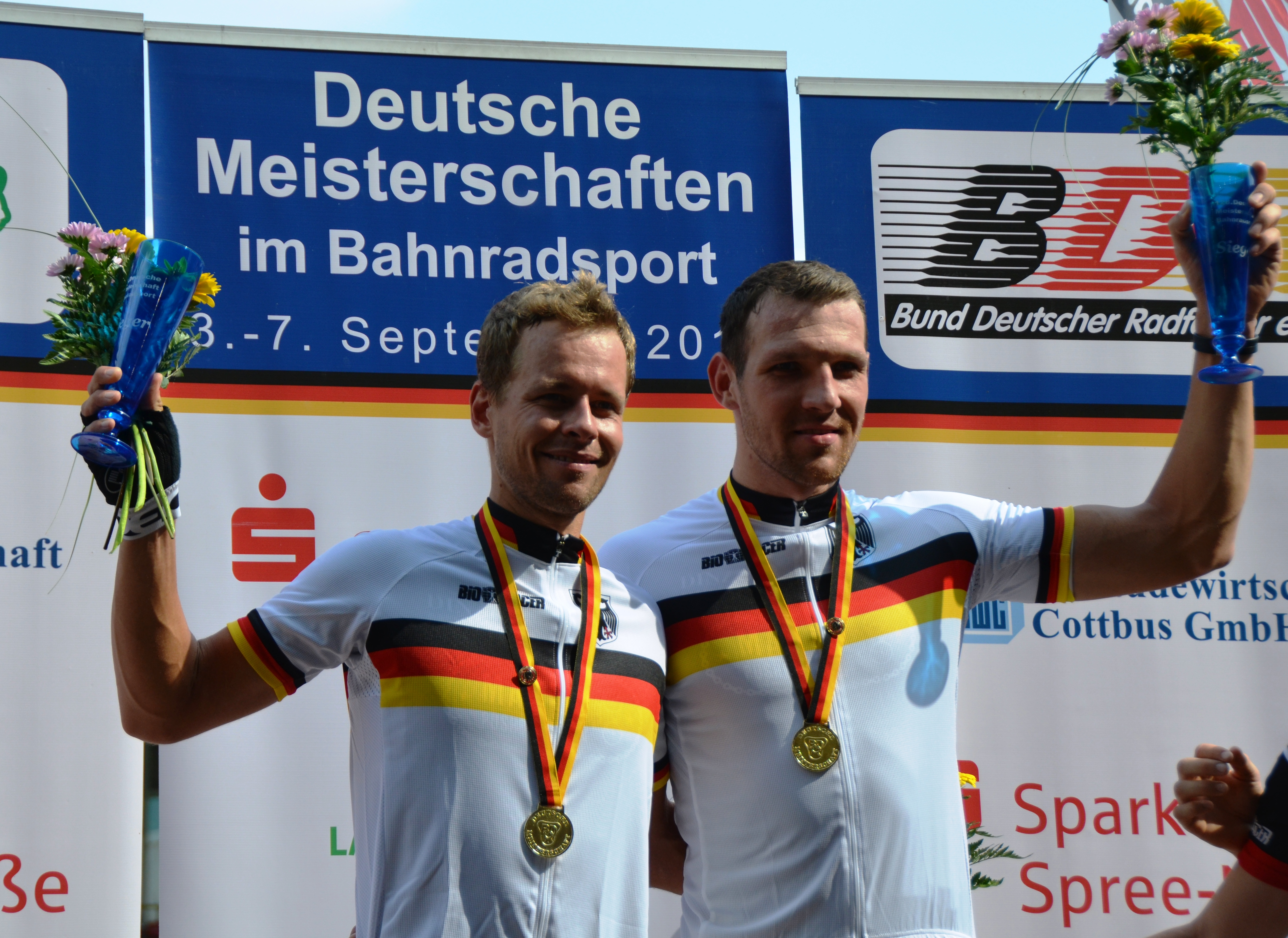
Leif Lampater et Marcel Kalz (à droite) champions d'Allemagne de l'américaine 2014.

- Champion d'Allemagne de la course aux points juniors : 2004
- Champion d'Allemagne de l'américaine juniors : 2005 (avec Norman Dimde)
- Champion d'Allemagne de l'américaine : 2007, 2008, 2011, 2012 (avec Robert Bengsch) et 2014 (avec Leif Lampater)
- Champion d'Allemagne de la course aux points : 2013 et 2015

## Palmarès sur route

### Par années
- 2011
  - 1re étape du Bałtyk-Karkonosze Tour
- 2013
  - Harlem Skyscraper Classic
- 2015
  - 3e du Madeira Criterium
- 2016
  - Harlem Skyscraper Classic

### Classements mondiaux
| Année           | 2008   | 2009 | 2010 | 2011 | 2012 | 2013 |
| --------------- | ------ | ---- | ---- | ---- | ---- | ---- |
| UCI Asia Tour   |        |      |      |      |      | 258e |
| UCI Europe Tour | 1 341e |      |      |      |      |      |